# Holambra
Holambra è un comune brasiliano dello Stato di San Paolo. Fondato il 14 luglio 1948, il suo nome, un acronimo di Paesi Bassi, America e Brasile (Holanda-América-Brasil in portoghese), è dovuto alla colonia olandese che era stata fondata nella vecchia fazenda Ribeirão. La città si distingue per avere il 61º indice di qualità della vita in Brasile e per avere il miglior indice di sicurezza del Paese. Con manodopera specializzata nel settore agricolo, la città si distingue come il più grande centro di produzione di fiori e piante ornamentali in America Latina. Holambra è ufficialmente considerata una località turistica (estância turística) e promuove ogni anno la più grande mostra di fiori in America Latina: Expoflora.

## Religione
Il Cristianesimo è presente nel comune come segue:

### Cattolicesimo
La chiesa cattolica nel comune fa parte della Diocesi di Amparo.

### Protestantesimo
In città sono presenti le credenze evangeliche più diverse, principalmente pentecostali, compresa la Chiesa Assemblee di Dio brasiliana (la più grande chiesa evangelica del paese), Chiesa Congregazione cristiana nel Brasile, tra gli altri. Queste denominazioni crescono sempre di più in tutto il Brasile.